# Anthony Green
Anthony Green, es un músico estadounidense que ha trabajado con importantes bandas de rock como Circa Survive, The Sound of Animals Fighting, Saosin, Zolof the Rock & Roll Destroyer, entre muchas otras. También se destaca que es un músico solista desde 2008. Nació el 15 de abril de 1982 en Doylestown, Pennsylvania. 

## Discografía
Solo
- Avalon (2008)
- Alternative Press Acoustic Session (2008)

Audience of One
- Audience of One (Demo)
- I Remember When This All Meant Something

Zolof the Rock and Roll Destroyer
- Zolof the Rock and Roll Destroyer
- The Popsicle EP

Saosin
- Translating the Name
- A Santa Cause: It's a Punk Rock Christmas
- Mookie's Last Christmas
- I Can Tell There's Been an Accident Here" (Demo)
- I've Become What I've Always Hated" (Demo)

High and Driving
- High and Driving EP

Circa Survive
- Appendage EP
- The Inuit Sessions
- Juturna
- On Letting Go
- Blue Sky Noise
- Violent Waves
- Descensus

The Sound of Animals Fighting
- Tiger and the Duke
- Lover, the Lord Has Left Us...
- The Ocean and the Sun

Jeer at Rome
- Jeer at Rome (Demo)

### Como invitado
- A Life Once Lost (A Falls River Farewell (demo), All Teeth)
- A Trunk Full of Dead Bodies (Hope and Lime)
- Fear Before (My (Fucking) Deer Hunter)
- Like Lions (Sweetside, Cheap Seats)
- The Receiving End of Sirens (Flee the Factory, Epilogue)
- Envy on the Coast (The Gift of Paralysis)
- The Spill Canvas (Bleed, Everyone's Doing It)
- Say Anything (Hangover Song)
- Good Old War (Weak Man)
- Mindy White (Baby, It's Cold Outside)